# قانون الجنسية السويدية

يستند قانون الجنسية السويدية على مبدأ حق الدم. وبعبارة أخرى، كل طفل مولود من أب سويدي أو أم سويدية فهو مواطن سويدي بغض النظر عن مكان ميلاده.
بشكل عام، لا يكتسب الأطفال المولودون في السويد لأبوين أجانب الجنسية السويدية عند الولادة، ولكن إذا ظلوا مقيمين في السويد فقد يحصلون عليها لاحقا.
منذ 1 يوليو 2001 تم تعديل القانون بشكل كبير، حيث أصبح يُسمح بالجنسية المزدوجة دون قيود.

## بالميلاد
يكتسب الطفل الذي يولد بعد 1 أبريل 2015 الجنسية السويدية تلقائيًا إذا:
- كان أحد الوالدين مواطناً سويدياً وقت ولادة الطفل
- كان أحد والدي الطفل المتوفى مواطناً سويدياً عند وفاته

يحصل الطفل المولود قبل 1 أبريل 2015 على الجنسية السويدية عند الولادة إذا
- كان والد الطفل مواطنًا سويديًا وكان متزوجًا من والدة الطفل؛ أو
- كان والد الطفل مواطناً سويدياً، وولد الطفل خارج إطار الزواج، وولد الطفل في السويد؛ أو
- أن تكون والدة الطفل مواطنة سويدية وولد الطفل في 1 تموز/يوليو 1979 أو بعد ذلك.

على سبيل المثال، الطفل المولود لأب سويدي وأم غير سويدية لن يكون سويديًا إذا كان إما: لم يكن الوالدان غير متزوجين من بعضهما البعض أو إذا لم يكن الوالدان متزوجين عند الحمل بالطفل وولدا خارج السويد، ما لم يرسل الأب إخطارًا إلى السفارة أو القنصلية مع جواز سفر الطفل وشهادة ميلاده وإثبات جنسيته وقت الولادة وشهادة الأبوة. الطفل الذي يولد في الخارج ووالده مواطن سويدي (غير متزوج من والدة الطفل، والأم ليست سويدية) يحصل على الجنسية السويدية عندما يتزوج والداه، شريطة أن يكون عمر الطفل أقل من 18 سنة.

### التشريعات الأقدم
كان القانون الذي يحكم نقل الجنسية قبل قانون الجنسية لعام 2001 هو قانون الجنسية لعام 1894 (القانون رقم 71، 1 أكتوبر 1894)، مع إصلاحات متداخلة في 1924 و1950 و1979.

## بالتبني
إن الطفل الذي يقل عمره عن 12 عامًا والذي تم تبنيه من قبل مواطن سويدي يحصل تلقائيًا على الجنسية السويدية عند التبني إذا :
- تم تبني الطفل كنتيجة لقرار اتُخذ في السويد أو في بلد آخر من بلدان مجلس الشمال الأوروبي.
- تم تبني الطفل كنتيجة لقرار اتُخذ في الخارج وتمت الموافقة عليه في السويد من قبل هيئة التبني السويدية الدولية.
- التبني ساري المفعول بموجب القانون السويدي.

يجب أن يكون التبني قد تم تحديده أو الموافقة عليه رسميًا بعد 30 يونيو 1992.
يجوز للطفل الذي يبلغ من العمر 12 عامًا أو أكثر وقت التبني الحصول على الجنسية السويدية عن طريق التطبيق.

## التجنيس
هناك نوعان منه :
التجنيس عن طريق الزواج والذي يتم الحصول على اقامة دائمة في سويد ويمكن طلب الحصول على الجنسية السويدية بعد ثلاثة سنوات
التجنيس لحامل اللجوء السياسي او الانساني
صاحب اللجوء السياسي :يمكنه تقديم للحصول على الجنسية بعد اربع سنوات من الاقامة الدائمة
صاحب اللجوء الانساني : يمكنه تقديم للحصول على الجنسية بعد خمس سنوات من الاقامة الدائمة

## جنسية مزدوجة
اعتبارا من 1 يوليو 2001، المواطن السويدي الذي يحصل على جنسية أجنبية لا يفقد الجنسية السويدية.
تم منح المواطنين السويديين السابقين الذين فقدوا الجنسية السويدية قبل هذا التاريخ (عند التجنس في بلد آخر) فترة عامين لاستعادة الجنسية السويدية عند التبليغ. كان أطفال المواطنين السويديين السابقين مؤهلين أيضًا للحصول على الجنسية السويدية عند التصريح عن ذلك. كان الموعد النهائي لتقديم الطلبات هو 30 يونيو 2003.
التغييرات في القانون تعني أيضًا أن الأجانب الذين يسعون للحصول على الجنسية السويدية لا يحتاجون إلى التخلي عن جنسيتهم السابقة. قد يحتفظون بها إذا كان قانون البلد الآخر يسمح لهم بذلك. يجب على المواطنين السويديين الذين يحملون الجنسية اليابانية، بموجب قانون الجنسية اليابانية، إخطار وزارة العدل اليابانية، قبل بلوغهم سن 22 عامًا، بقرارهم إما بالاحتفاظ بالجنسية السويدية أو اليابانية.
قبل 1 يوليو 2001، كان المواطنون السويديون قادرين على الحصول على الجنسية المزدوجة قانونيًا في ظروف معينة، على سبيل المثال، إذا تم الحصول على الجنسية الأخرى تلقائيًا عند الولادة.

## إسقاط الجنسية
على الرغم من السماح بالجنسية المزدوجة، إلا أن المواطن السويدي الذي ولد خارج السويد وهو مواطن من بلد آخر سوف يفقد الجنسية السويدية في سن 22 ما لم يتم منحه الموافقة على الاحتفاظ بالجنسية السويدية بين سن ال18 و 21 سنة.

## الجنسية الأوروبية
بما أن السويد دولة عضو في الاتحاد الأوروبي، فإن المواطنين السويديين هم أيضًا مواطنون في الاتحاد الأوروبي بموجب قانون الاتحاد الأوروبي وبالتالي يتمتعون بحقوق حرية التنقل ولهم الحق في التصويت في انتخابات البرلمان الأوروبي. عندما يكون المواطن السويدي في بلد خارج الاتحاد الأوروبي لا توجد به سفارة سويدية، فإنه يحق له الحصول على الحماية القنصلية من سفارة أي دولة أوروبية أخرى موجودة في تلك الدولة. يمكن للمواطنين السويديين الإقامة والعمل داخل أي بلد داخل الاتحاد الأوروبي بحكم حرية التنقل والإقامة المنصوص عليها في المادة 21 من معاهدة الاتحاد الأوروبي.

## حرية السفر لمواطني السويد

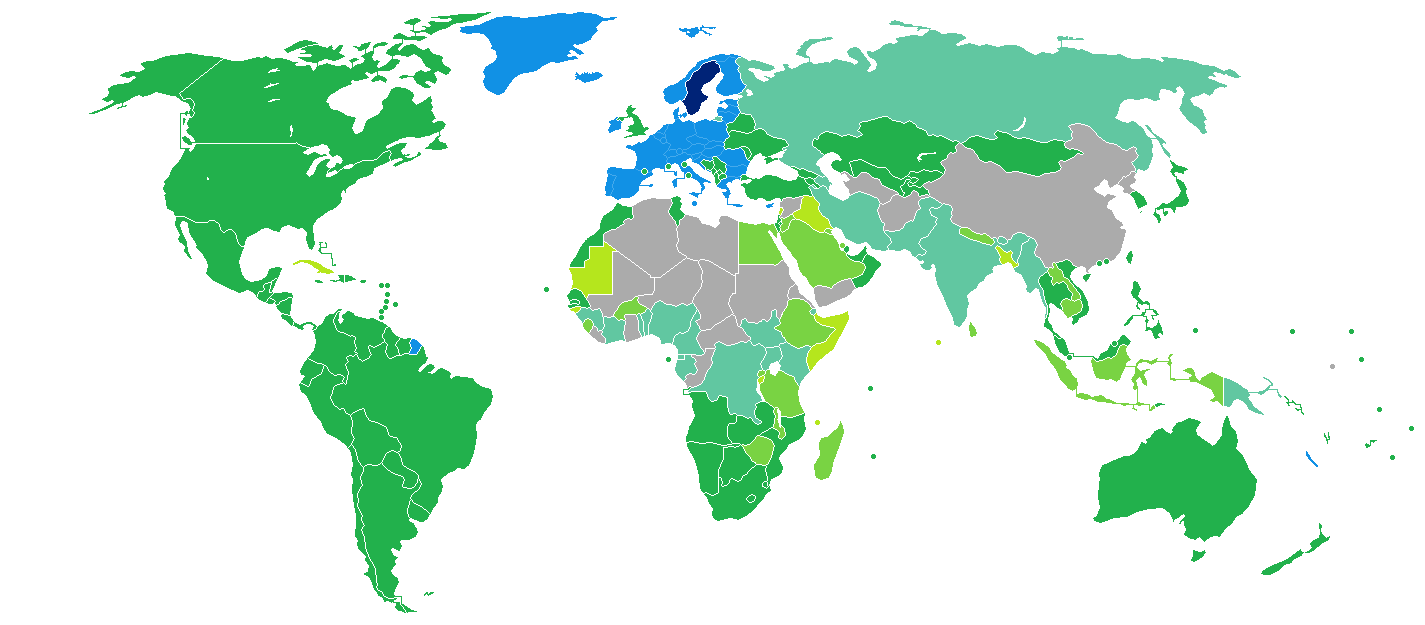
متطلبات الحصول على تأشيرة لمواطني السويد

متطلبات التأشيرة للمواطنين السويديين هي قيود الدخول الإدارية من قبل سلطات الدول الأخرى المفروضة على مواطني السويد. اعتبارًا من مايو 2018، أصبح المواطنون السويديون بإمكانهم دخول تراب 187 دولة وإقليم بدون تأشيرة أو بتأشيرة دخول عند الوصول، مما يجعل بذلك جواز السفر السويدي يحتل المرتبة الثالثة بين جوازات السفر الأقوى في العالم حسب مؤشر هينلي لجوازات السفر.
الجنسية السويدية تحتل المرتبة السابعة في مؤشر جودة الجنسية (QNI). وهو مؤشر يختلف عن مؤشر هينلي لجوازات السفر الذي يركز على العوامل الخارجية كحرية السفر، حيث بالإضافة إلى حرية السفر، يأخذ مؤشر جودة الجنسية بعين الاعتبار كذلك عوامل داخلية مثل السلام والاستقرار والقوة الاقتصادية والتنمية البشرية داخل الدول.

## روابط خارجية
- الجنسية السويدية، مجلس الهجرة السويدي نسخة محفوظة 23 أغسطس 2016 على موقع واي باك مشين. (بالإنجليزية)
- نظرة عامة على التشريعات ذات الصلة نسخة محفوظة 27 مايو 2019 على موقع واي باك مشين. (بالإنجليزية)